# تپه پایین فرودگاه
تپه پایین فرودگاه مربوط به دوره نوسنگی - عصر مس است و در شهرستان ملایر، بخش سامن، دهستان حرم رود سفلی، روستای آرته بلاغ واقع شده و این اثر در تاریخ ۲۶ اسفند ۱۳۸۷ با شمارهٔ ثبت ۲۶۱۵۰ به‌عنوان یکی از آثار ملی ایران به ثبت رسیده است.